# World Junior A Challenge
World Junior A Challenge je hokejový turnaj mládežnických reprezentací do 19 let. Zároveň tento turnaj navazuje na Mistrovství světa juniorů U20. Koná se vždy ve stejný termín (od 9. do 17. prosince) v Kanadě. Jednotlivé země vyberou talentované mladé hráče, kteří reprezentují danou zemi, během začátku turnaje nesmí být hráči více než 18 let.

## Hokejové reprezentace
World Junior A Challenge se zúčastňují tyto reprezentace U19: USA, Kanada, Česká republika, Rusko, Švýcarsko.
Týmy:
- Canada East U19
- Canada West U19
- Czech Republic U19
- Russia U18
- Switzerland U18
- USA U19